# Động đất ngoài khơi Tokachi 2003
Động đất ngoài khơi Tokachi 2003 (十勝沖地震 Tokachi-Oki Jishin) là trận động đất xảy ra vào lúc 4:50 (JST) ngày 26 tháng 9. Trận động đất có cường độ 8.3 richter, tâm chấn độ sâu khoảng 27 km. Ngay sau khi động đất xảy ra, Cơ quan khí tượng Nhật Bản đã phát cảnh báo sóng thần lớn, ước tính chiều cao tối đa sóng thần trên 3 m.
Hậu quả trận động đất đã làm 1 người chết (do sóng thần), 849 người bị thương. Các sự cố mất điện và sạt lở đất xảy ra trên diện rộng. Trận động đất có thể cảm nhận được trên khắp Nhật Bản, kéo dài đến tận vùng Kantō.
Động đất ngoài khơi Tokachi 2003 là trận động đất mạnh nhất Nhật Bản ở thế kỷ XXI. Tuy nhiên, kỷ lục đã bị phá vỡ vào năm 2011 do trận động đất và sóng thần Tōhoku 2011.